# Ili-emuqaja
Ili-emuqaja, Illeqaju (Ilī-emūqāja, Illeqāju, w transliteracji z pisma klinowego zapisywane mDINGIR-e-<mu->qa-a-ia) – wysoki dostojnik (funkcja nieznana) za rządów asyryjskiego króla Adad-nirari II (911-891 p.n.e.), wzmiankowany w jednej z inskrypcji królewskich tego władcy. Zgodnie z asyryjskimi listami kronikami eponimów pełnił on w 900 r. p.n.e. urząd limmu (eponima). Za jego eponimatu Adad-nirari II poprowadzić miał drugą wyprawę wojenną do kraju Hanigalbat.